# Патріарші парафії в Канаді
Патріарші парафії Російської Православної Церкви в Канаді — канонічна одиниця Московського Патріархату в Канаді. Штаб-квартира Церкви розміщена в Едмонтоні, де знаходиться собор Св. Варвари. З Едмонтона два мандрівні священики обслуговують кілька сільських церков. Інші парафії розташовані в Торонто та Оттаві.

## Історія
Православні віруючі вперше масово прибули до Канади з австро-угорської провінції Буковина в 1890-х роках. Вони оселилися переважно в прерійних провінціях. Більшість вважали себе русинами чи українцями, але деякі були русофілами; всі вони були без жодного православного священика. Російська Церква раніше претендувала на всю Північну Америку через свою місіонерську діяльність на Алясці та в Каліфорнії. Перша православна служба в Канаді була проведена в 1897 році преподобним Димитрієм Камневим і дияконом Володимиром Александровим. Їх відправив єпископ Миколай з місії Російської православної церкви в Сан-Франциско, США, до крихітного поселення Восток поблизу Едмонтона.
Після російської революції багато православних віруючих у Західній Канаді перейшли до Української греко-католицької церкви або нової Української греко-православної церкви Канади. Ті православні церкви в Канаді, які залишилися при Московському патріархаті, насамперед в Альберті, у поєднанні з пізнішими церквами, побудованими у Східній Канаді, склали основу для того, що зараз відомо як Патріарші парафії Російської Православної Церкви в Канаді.

## Собор

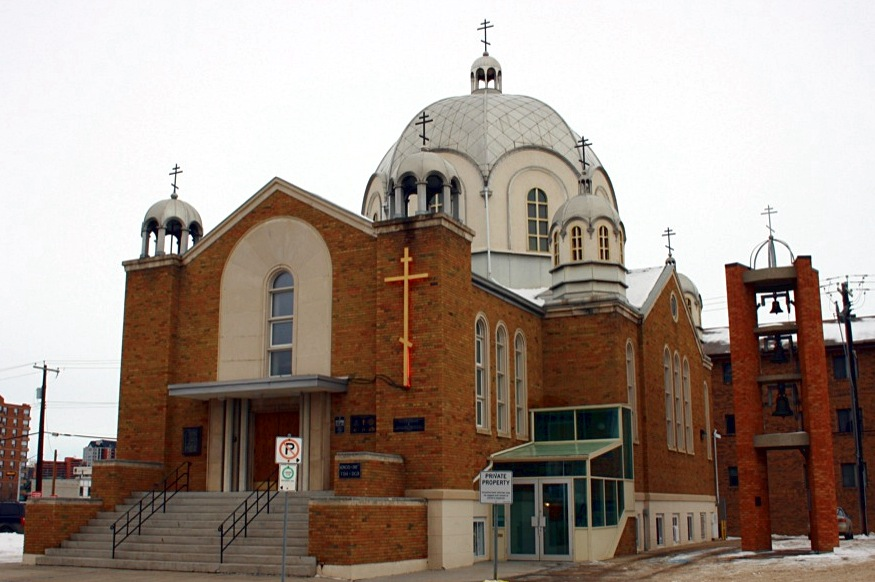

Церква Св. Варвари в Едмонтоні була збудована в 1902 році. Оригінальна будівля, розташована на тому ж місці, що й нинішня, на вершині Грірсон Гілл, була переобладнаною двоповерховою будівлею. Її замінила дерев'яна церква, яка діяла до 1958 року. Третя і нинішня будівля була офіційно відкрита 8 серпня 1959 року і була освячена як собор. У 2010 році іконостас був замінений на ікони з Росії, прикріплені до ширми, вирізані парафіянином, який також є майстром обробки дерева.